# ADRP
La Adipose Differentiation-Related Protein (Proteína Relacionada con la Diferenciación Adiposa), también conocida por su abreviatura ADRP, es una proteína asociada a los cuerpos lipídicos (lipid droplets) que se expresa en las primeras etapas de la diferenciación adiposa. 

## Descubrimiento
Hui-Ping Jiang y Ginette Serrero consiguieron el 1992 aislar y extraer un fragmento de mRNA muy abundante en los adipocitos en proceso de diferenciación provenientes de ratones, a partir del cual pudieron aislar, sintetizar y clonar el fragmento de cDNA correspondiente a la proteína ADRP. Este proceso pudo darse gracias al mecanismo de RACE (rapid amplification of cDNA ends). Dicha secuencia codificaba una cadena de 425 aminoácidos correspondientes a la total de la secuencia de la proteína de ADRP. 
Durante el experimento, gracias a sistemas de marcaje anti-ADRP observables por microscopia de fluorescencia, se pudo observar que la cantidad de mRNA correspondiente al gen de ADRP aumentaba a medida que el proceso de diferenciación progresaba, y que la proteína no era presente en fracciones nucleares ni citosólicas, sino que aparecía en forma de proteína de membrana. 

### Importancia del descubrimiento
Desde un primer momento se intentó relacionar la acumulación de adipócitos con la obesidad humana, de manera que el descubrimiento de esta proteína fue importante para abrir puertas en la investigación de las causas y posibles tratamientos del trastorno. Desde entonces numerosos estudios han sido realizados en esta dirección.

## Propiedades
- La proteína ADRP pertenece a la familia de las PAT junto con otras como periplina, TIP47, S3-12 y OXPAT.
- La ADRP tiene una masa molecular de 50 kDa.
- Además de esto, tiene un punto isoeléctrico de 7,1.
- El gen que codifica la proteína ADRP se encuentra en el genoma humano, específicamente en el cromosoma 9.

## Síntesis
El gen que codifica ADRP es el gen PLIN2, cuya secuencia de nucleótidos viene denotada de la manera que se puede ver en la imagen.

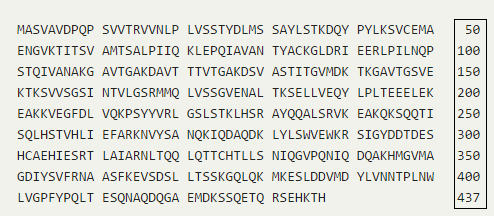
Secuencia ADRP

La transcripción de esta proteína está regulada por el factor von Hippel-Lindau/hipoxia inducible.
La localización del gen que codifica la proteína ADRP en los cromosomas humanos es: 9p22.1; chr9:19108388-19127606 (-) GRCh38
Además de esto, se sabe que el gen PLIN2 interactúa con 66 marcadores de la familia "Mir.", entre los cuales se encuentran: 

Mir467, Mir 292, Mir 295, Mir467a-8, Mir2139, Mir467a-4, Mir91-1, Mir137, Mir22, Mir467a-5, Mir741, Mir3089, Mir143, Mir742, Mir717, Mir467e, Mir467a-10, Mir3102, Mir208a, Mir741, Mir467a, Mir668.

La proteína ADRP se expresa principalmente en la organogénesis durante el desarrollo humano.
Además de esto, se expresa en aproximadamente 132 tejidos entre los cuales encontramos:
- Tejido adiposo
- Tejido de la glándula suprarrenal
- Tejido que forma parte de los ovarios
- Tejido que compone el apéndice
- Tejido hepático
- Parte del tejido neuronal de la corteza cerebral
- Pared tisular del colon
- Tejido duodenal

La expresión de ADRP está regulada por receptores nucleares hormonales de la familia PPAR. PPARα, PPARβ/δ y PPARγ aumentan los niveles de la proteína de forma específica en función del tejido. Por ejemplo, en las células hepáticas, la transcripción del gen de ADRP está regulada por PPARα mientras que en los macrófagos el activador es el PPARβ/δ.
Janeke de Wilde et al. llevaron a cabo una investigación con células musculares de rata y concluyeron que la exposición a medios con ácido palmítico y ácido oleico induce a la síntesis de la adipofilina.

## Estructura
- La proteína ADRP solo consta de una subunidad de forma alargada.
- La proteína es transmembranal y monomérica.
- Se trata de una proteína intrínseca a la membrana celular.
- La proteína ADRP tiende a seguir una simetría poliédrica casi rectangular.
- La proteína en estructura secundaria tiene mayor parte formada de la forma "alfa hélice" en comparación a la estructura de "lámina beta".

## Estudio y localización celular

### Estudio de la proteína

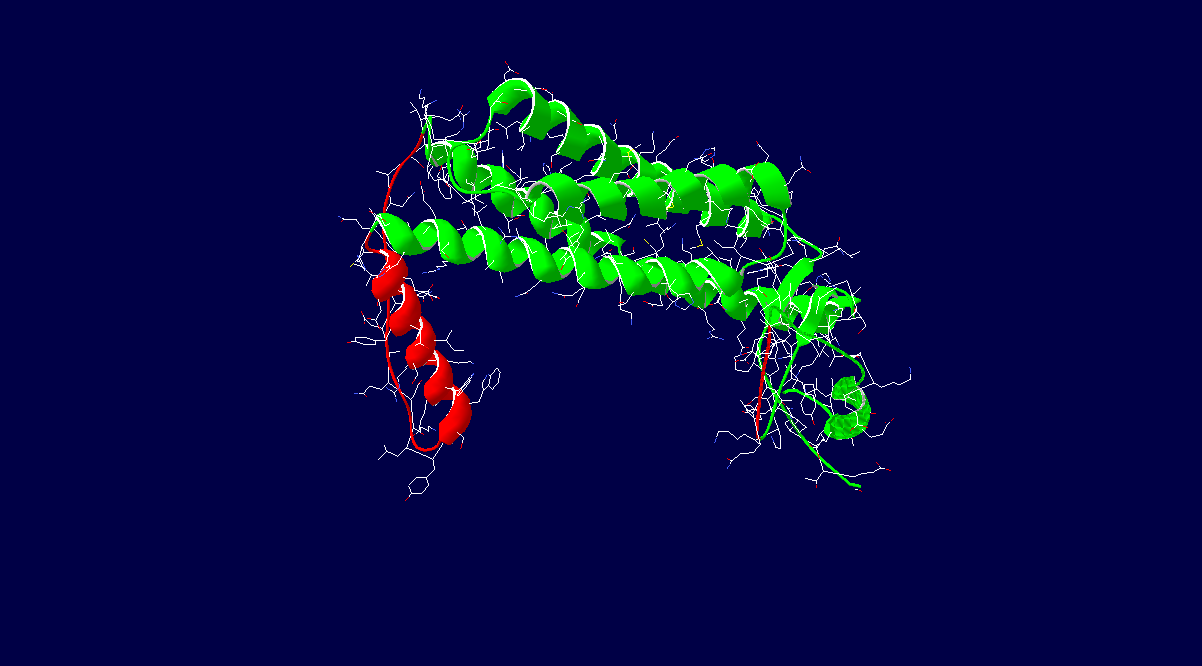
Imagen de la proteína ADRP, usando Swiss-PDB viewer.

Para estudiar esta proteína, en primer lugar, es necesario marcarla con GFP-ADRP que es la proteína de la fluorescencia verde. Una vez marcada, esta se puede distinguir cuando se observa con microscopía confocal y electrónica.
M Imamura et al.4 infectaron células de hepatócitos de rata con un adenovirus que contenía el gen de la ADRP. Como los virus tienen una gran capacidad de reproducción, se pudo observar como la proteína era sintetizada por las células de la rata de forma abundante. De esta forma, se pudieron observar sus efectos y funciones que aparecen más adelante en el artículo (ver apartado Funciones).

### Localización subcelular

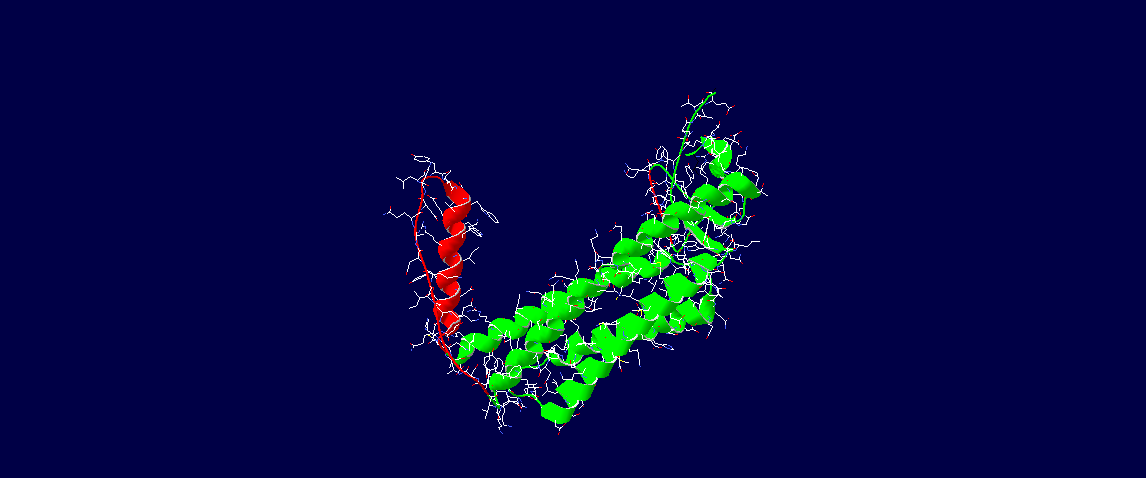
Otra representación desde otro punto de vista de la ADRP, usando Swiss-PDB viewer.

Podemos encontrar ADRP tanto en el interior como en el exterior de la célula.
En cuanto a su presencia intracelular, mayoritariamente, se encuentra en la superficie de los lipid droplets. Además, está presente en la matriz citoplasmática o citosol donde se ha detectado de forma libre. 
Finalmente, se ha localizado también en los siguientes compartimentos celulares:
- Membrana plasmática
- Retículo endoplasmático
- Núcleo

## Funciones

### ADRP y lipid droplets
Un aumento de la proteína ADRP es uno de los mejores indicadores de la diferenciación del tejido adiposo cuyas células reciben el nombre de adipocitos. Por ello, esta proteína se sintetiza y se expresa en las primeras etapas de su diferenciación.
Se ha comprobado que la presencia de ADRP estimula la formación de lipid droplets o cuerpos lipídicos, así como la maduración y el crecimiento de estos.
La ADRP presenta mucha afinidad química por los ácidos grasos intracelulares. Esto permite que aparezcan, rápida y fácilmente, muchas moléculas de ácidos grasos en la superficie de los lipid droplets, facilitando así la síntesis de triacilglicéridos y su acumulación en estos orgánulos. Por lo tanto, podemos decir que esta proteína provoca una acumulación de triglicéridos, entre otros lípidos, en la célula.

### ADRP y otros genes lipogénicos
Por lo contrario, se ha encontrado que no induce ni influye en la expresión de otros genes reguladores de la diferenciación del tejido adiposo. Es decir, a pesar de ser una proteína con un papel central en este proceso metabólico, es independiente y no interacciona con otros genes lipogénicos que participan en el desarrollo de los lipids droplets, como por ejemplo ACS, aP2/FABP y CD36/FAT.

### ADRP y el transporte de ácidos grasos
Por otro lado, hasta hace unas décadas, se creía que la proteína ADRP estaba involucrada en el transporte mediado de ácidos grasos desde el medio extracelular hacia el interior de las células. Ahora bien, recientes estudios han demostrado que la ADRP, en este ámbito, se encarga de transportar los ácidos grasos ya interiorizados y que se encuentran en el citosol o matriz citoplasmática hacia la superficie de los lipid droplets. Estos estudios se han basado en calcular el nivel de triglicéridos que se acumula en células con la misma cantidad de ADRP pero cultivadas en medios extracelulares diferentes: unos ricos en ácidos grasos y otros sin. Una vez finalizado el experimento se vio que el nivel de triglicéridos había aumentado similarmente. Por lo tanto, es un claro índice que esta proteína no tiene como función internalizar ácidos grasos.

### ADRP y β-oxidación
Es importante destacar también que una disminución de ADRP provoca que los ácidos grasos no se puedan ajuntar para formar moléculas de triglicéridos y, por consiguiente, entren en la β-oxidación de los ácidos grasos donde se catabolizan hasta acetil coA. De la misma manera, un aumento de acetil coA actúa como un inhibidor de la ADRP.

### ADRP y proteínas de muy baja densidad
Otra función muy importante de la ADRP es participar activamente en la biosíntesis de lipoproteínas de muy baja densidad, también conocidas como VLDL.
Un aumento de ADRP, como ya se ha comentado previamente, provoca que los ácidos grasos del citosol celular pasen a formar triacilglicéridos y, por lo tanto, aumentan las reservas de triglicéridos en el interior de la célula. 
Por el contrario, una bajada en los niveles de ADRP provoca que haya un proceso de clasificación (en inglés, sorting) donde los ácidos grasos se marcan con una señal que indicará que se han de expulsar al exterior y, para ello, formaran parte de triglicéridos de muy baja densidad mediante los cuales serán secretados fuera de la célula. Es importante destacar que, durante este proceso de “sorting” cuando hay poca presencia de ADRP, se separan los ácidos grasos que van a parar a los triglicéridos de baja densidad y los que entraran a la vía de la β-oxidación para ser catalizados, de los cuales ya hemos hablado previamente.

## Enfermedades relacionadas

### Cáncer colorrectal
Un estudio de J.Matsubara et al. (2011) demuestra que el ADRP es un marcador biológico para detectar un cáncer colorrectal en sus primeros estadios. 
Un análisis inmunohistoquímico confirmó que la adipofilina se expresa principalmente en la cara basal de las células de los pacientes con cáncer colorrectal formando estructuras tubulares polarizadas. Esta característica no se encuentra en las células de pacientes sanos, por lo tanto, es un indicador de la patología detectable en los estadios I y II.

### Ateroesclerosis
El CSIC-ICCC lideró un estudio catalán el año 2007 y se pudo demostrar que la captación celular de agregados de LDL mediante su receptor específico (LRP1), aumenta los niveles de la proteína ADRP tanto en células de la pared vascular como en macrófagos. Estos últimos son dos de los tipos celulares con un papel más relevante en la progresión de la placa de ateroma. 
En otras palabras, se observó que los niveles de esta proteína son especialmente elevados en las placas avanzadas de ateroma, por lo tanto, la introducción de agregador de LDL a través de LRP1 parece estar directamente implicada en la progresión de la ateroesclerosis. 
Además, el receptor de los agregados de LDL no se regula a la baja en presencia de niveles elevados de colesterol sino que continúa incorporándolo a las células aunque su concentración intracelular sea muy alta. Así, se induce un proceso de acumulación másica de ésteres de colesterol en los macrófagos y células vasculares que desencadena en la ateroesclerosis.

### Carcinoma renal
El año 2005, Y.Nagashima et al. realizaron una investigación para identificar marcadores biomoleculares de carcinomas renales que son el tipo de tumor más común en un riñón adulto. 
El gen de la ADRP se seleccionó para ser analizado y se pudo observar que su RNAm se encuentra de forma más frecuente en células no tumorales. Además, en los pacientes enfermos con un nivel más alto de ADRP, se registró una tasa de supervivencia superior. Esta observación se puede relacionar con el hecho que las células del carcinoma tienen una gran cantidad de lípidos, entre ellos el colesterol.

### Resistencia a la insulina
Un estudio liderado por Madeleen Bosma en el año 2012 encontró una relación entra la proteína ADRP y la hormona insulina, pieza clave en la Diabetes Mellitus. 
Partiendo de la idea que la sobreexpresión del ADRP induce cambios en la expresión de otras proteínas implicadas en el metabolismo lipídico, se pudo llegar a la conclusión que los elevados niveles de ADRP son beneficiosos para el almacenamiento adecuado de los triacilglicéridos (TAG) en el músculo esquelético, de este modo se podría prevenir el desarrollo de la resistencia a la insulina, lo cual podría ser una antesala a una futura Diabetes o un síndrome metabólico. 
Al final del estudio, se concluye que el ADRP es una pieza clave en el almacenamiento de lípidos intramiocelulares, por tanto esencial para el correcto almacenamiento de TAG miocelular en los cuerpos lipídicos (LD). Finalmente, al mejorar el almacenamiento de los lípidos intramiocelulares, la proteína ADRP protege a la célula de la lipotoxicidad, lo que resulta en una mayor sensibilidad a la insulina.

### ADRP, obesidad inducida por la dieta, esteatosis hepática e inflamación del tejido adiposo
Un artículo publicado el 2013 por “The Journal of Lipid Research” demostraba como la inhibición de la expresión del gen PLIN2 (ADRP) evitaba la obesidad inducida por la dieta en ratones, así como también prevenía de esteatosis hepática (enfermedad del hígado graso) y de la inflamación del tejido adiposo. Estos fenómenos de resistencia se asocian a un aumento de formación de células adipócitas subcutáneas con una expresión desacoplada de la proteína. 
Este descubrimiento alcanza niveles muy altos de importancia, ya que fue la primera vez que se demostró la relación entre la obesidad y esta proteína. Hace falta mencionar que la obesidad es uno de los mayores problemas de salud en los Estados Unidos.